# Saison 8 de Doctor Who
Cet article concerne la seconde série. Pour la première, voir Saison 8 de Doctor Who, première série.
Chronologie
Spéciaux - 2013 Saison 9
Cet article présente les épisodes de la huitième saison de la seconde série télévisée Doctor Who.

## Synopsis de la saison
Le fil conducteur de cette saison est l'évocation d'une mystérieuse « Terre promise ».
La relation entre le Docteur et Clara va être tendue après sa récente régénération, donnant un Docteur plus froid et difficile et ce sera le sujet de cette saison : le Docteur est-il un homme bon ?

## Distribution
Acteurs principaux
- Peter Capaldi (VF : Philippe Résimont) : Le Docteur
- Jenna Coleman (VF : Marielle Ostrowski) : Clara Oswald
- Samuel Anderson : Danny Pink[1]
- Michelle Gomez (VF : Jacqueline Ghaye) : Missy

Acteurs récurrents
- Nigel Betts : M. Armitage (épisodes 2, 6 et 11)
- Dan Starkey : Strax (épisode 1) et Ian (Noël 2014)
- Nick Frost : Père Noël (épisodes 12 et Noël 2014)
- Neve McIntosh : Mme Vastra (épisode 1)
- Catrin Stewart : Jenny Flint (épisode 1)
- Matt Smith (VF : Marc Weiss) : Onzième Docteur (épisode 1)
- Joivan Wade (en) : Rigsy (épisode 9)
- Jemma Redgrave : Kate Stewart (épisode 12)
- Ingrid Oliver : Osgood (épisode 12)

## Production
En automne 2013, Steven Moffat a confirmé que la saison contiendrait treize épisodes et qu'elle serait diffusée durant la deuxième moitié de 2014. Il a aussi annoncé que cette saison et les prochaines ne seront pas séparées en deux parties, contrairement aux deux précédentes.
Plusieurs acteurs sont annoncés dans cette saison : Tom Riley (Da Vinci's Demons) ; Keeley Hawes (MI-5) ; Ben Miller (Nick Cutter et les Portes du temps).
Le tournage a commencé le 6 janvier 2014 à Cardiff. Peter Capaldi et Jenna Coleman ont tourné leurs premières scènes le lendemain. Le tournage est prévu pour durer jusqu'au mois d'août 2014.

### Réalisation
| Block | Épisode(s)                                   | Réalisateur.trice | Scénariste(s)                     | Producteur.trice |
| ----- | -------------------------------------------- | ----------------- | --------------------------------- | ---------------- |
| 1     | En apnée (Épisode 1)                         | Ben Wheatley      | Steven Moffat                     | Nikki Wilson     |
| 1     | Dans le ventre du Dalek (Épisode 2)          | Ben Wheatley      | Phil Ford et Steven Moffat        | Nikki Wilson     |
| 2     | Jamais seul (Épisode 4)                      | Douglas Mackinnon | Steven Moffat                     | Peter Bennett    |
| 2     | Braquage temporel (Épisode 5)                | Douglas Mackinnon | Stephen Thompson et Steven Moffat | Peter Bennett    |
| 3     | Robot des Bois (Épisode 3)                   | Paul Murphy       | Mark Gatiss                       | Nikki Wilson     |
| 3     | Le Gardien (Épisode 6)                       | Paul Murphy       | Gareth Roberts et Steven Moffat   | Nikki Wilson     |
| 4     | La Première Femme sur la Lune (Épisode 7)    | Daniel Nettheim   | Peter Harness                     | Peter Bennett    |
| 4     | La Momie de l'Orient-Express (Épisode 8)     | Daniel Nettheim   | Jamie Mathieson                   | Peter Bennett    |
| 5     | À plat (Épisode 9)                           | Douglas Mackinnon | Jamie Mathieson                   | Nikki Wilson     |
| 6     | La Nécrosphère (Épisode 11)                  | Rachel Talalay    | Steven Moffat                     | Peter Bennett    |
| 6     | Mort au paradis (Épisode 12)                 | Rachel Talalay    | Steven Moffat                     | Peter Bennett    |
| 7     | Promenons-nous dans les bois... (Épisode 10) | Sheree Folkson    | Frank Cottrell-Boyce              | Paul Frift       |

## Diffusion
- Royaume-Uni : 23 août 2014 à 19 h 50 sur BBC One
- Canada : 23 août 2014 à 20 h sur Space
- États-Unis : inconnu
- France : 27 mars 2015 à 20 h 50 sur France 4[10](France 4 n'a pas diffusé l'épisode 1 sur le canal TNT[11])
- Québec : Z Télé

## Liste des épisodes

### Épisode 1:En apnée
- Royaume-Uni : 23 août 2014 sur BBC One
- Canada : 23 août 2014 sur Space
- France : 25 mars 2015 sur france4.fr[12]

- Royaume-Uni : 9,17 millions de téléspectateurs[13]
- Canada : 1,007 million de téléspectateurs[14]

### Épisode 2:Dans le ventre du Dalek
- Royaume-Uni : 30 août 2014 sur BBC One[15]
- France : 27 mars 2015 sur France 4[12]

- Royaume-Uni : 5,2 millions de téléspectateurs[16]

### Épisode 3:Robot des Bois
- Royaume-Uni : 6 septembre 2014 sur BBC One[17]
- France : 27 mars 2015 sur France 4[12]

### Épisode 4:Jamais seul
- Royaume-Uni : 13 septembre 2014 sur BBC One
- France : 27 mars 2015 sur France 4

### Épisode 5:Braquage temporel
- Royaume-Uni : 20 septembre 2014 sur BBC One`
- France : 3 avril 2015 sur France 4[12]

### Épisode 6:Le Gardien
- Royaume-Uni : 27 septembre 2014 sur BBC One`
- France : 3 avril 2015 sur France 4[12]

### Épisode 7:La Première Femme sur la Lune
- Royaume-Uni : 4 octobre 2014 sur BBC One
- France : 3 avril 2015 sur France 4

### Épisode 8:La Momie de l'Orient-Express
- Royaume-Uni : 11 octobre 2014 sur BBC One
- France : 10 avril 2015 sur France 4[12]

### Épisode 9:À plat
- Royaume-Uni : 18 octobre 2014 sur BBC One
- France : 10 avril 2015 sur France 4[12]

### Épisode 10:Promenons-nous dans les bois...
- Royaume-Uni : 25 octobre 2014 sur BBC One
- France : 10 avril 2015 sur France 4

### Épisode 11:La Nécrosphère
- Royaume-Uni : 1er novembre 2014 sur BBC One
- France : 17 avril 2015 sur France 4[12]

### Épisode 12:Mort au paradis
- Royaume-Uni : 8 novembre 2014 sur BBC One
- France : 17 avril 2015 sur France 4[12]

## Bande-son originale
Le 18 mai 2015, la bande-son originale de la saison 8 est mise en vente sur l'iTunes Store. Elle est composée de trois CD.